# Kamalaldin Mallash
Kamalaldin Mallash (født 1. januar 1992) er en syrisk/qatarsk håndboldspiller, der spiller for Al-Rayan SC og Qatars håndboldlandshold.